# Zhou Rongxin
Zhou Rongxin, en chino simplificado 周荣鑫, (Penglai, Shandong, febrero de 1917; 13 de abril de 1976) fue un político de la República Popular China. Se unió al Partido Comunista de China en 1937. Fue Secretario General del Consejo de Estado de la República Popular China y Ministro de Educación; también fue el primer y segundo presidente de la Sociedad de Arquitectura de China.

## Trayectoria
En el Movimiento 9 de diciembre participó con la vanguardia nacional antijaponesa. En enero de 1937, viajó a Yan'an y participó en la segunda fase del movimiento formativo "Anti -Universidad"; luego, ingresó a la Escuela Central del Partido para estudiar, y se quedó en la escuela para servir como secretario de la academia, en la oficina de dirección. Después de 1943, Zhou Rongxin trabajó en la región fronteriza de Shanxi-Chahar-Hebei y en la oficina del Norte de China del comité central del Partido Comunista de China.
Después de la fundación de la República Popular China, Zhou Rongxin trabajó sucesivamente como secretario general del comité de finanzas y economía del gobierno popular central, viceministro de ingeniería de la construcción, miembro del comité permanente del comité provincial del partido comunista de Zhejiang, secretario del comité del partido y presidente de la Universidad de Zhejiang, viceministro de Educación, vicesecretario general del Consejo de Estado, etc. En enero de 1965, Zhou Rongxin, con 48 años, se convirtió en secretario general del Consejo de Estado y se convirtió en un importante asistente de Zhou Enlai. Después de la Revolución Cultural, la Academia China de las Ciencias se vio afectada, y fue enviado a la Escuela de mandos del 7 de mayo en Pingluo, Ningxia. El 17 de enero de 1975, nominado por Zhou Enlai, fue nombrado Ministro de Educación en la Primera Sesión del Cuarto Congreso Nacional del Pueblo. El trabajo de Zhou Rongxin fue seriamente obstruido y dañado por laBanda de los Cuatro.
Antes y después de servir como Ministro de Educación, Zhou Enlai y Deng Xiaoping le pidieron a Zhou Rongxin que expusiera sus motivaciones e instruyera respectivamente. Después de asumir el cargo, con el apoyo de Li Qi, inició la modificación de los programas educativos. Celebró sucesivamente siete simposios de educación primaria y secundaria provinciales y municipales y cuatro simposios de educación superior en colegios y universidades, presidió personalmente la investigación y redacción de los informes educativos. En noviembre de 1975, Mao Zedong repentinamente decidió cambiar la estrategia educativa política. En diciembre, la revista Bandera Roja y el Diario del Pueblo publicaron "El rumbo de la revolución educativa no se puede falsificar". Bajo la planificación de Jiang Qing y Zhang Chunqiao, Chi Qun estaba tras bambalinas, y Zhou Hongbao (designado en el 4.º Congreso Nacional del Pueblo), entonces viceministro de educación, propuso formalmente "abajo Deng Xiaoping, Zhou Rongxin y Li Qi", y ordenó a los rebeldes que atacaran a Zhou Rongxin y Li Qi. En la mañana del 12 de abril de 1976, los rebeldes del Ministerio de Educación de la República Popular China comenzaron a cuestionar y criticar a Zhou Rongxin. A las 9:25, Zhou Rongxin entró en coma. A las 9:40, la ambulancia del Hospital de Beijing llegó al Ministerio de Educación, y alrededor de las 9:50, llegaron las instrucciones de rescate de Li Xiannian. Sin embargo, Zhou Hongbao y otros esperaron la respuesta de Zhang Chunqiao, y se retrasó hasta las 12:35 del mediodía antes de ser enviado al hospital de Beijing. Por lo tanto, Zhou Rongxin murió a las 2 a. m. del día siguiente a la edad de 59 años.

## Familia
Hija: Zhou Shaohua